# 17 cm SK L/40 i.R.L. auf Eisenbahnwagen
17 cm SK L/40 i.R.L. auf Eisenbahnwagen - немецкая железнодорожная пушка времён Первой мировой войны.

## История
Эти пушки были разработаны в качестве среднего калибра для броненосцев типа «Брауншвейг». Они были переведены в армию из состава ВМФ, когда корабли стали использовать как учебные в 1916 году. Они были впервые адаптированы для использования в наземных частях путём установки его на импровизированный лафет. Сначала планировалось использовать конную тягу, но орудие оказалось тяжёлым даже будучи разобранным на три части. Решением стало использование железнодорожных платформ. По некоторым источникам, максимальный угол возвышения 47,5°.
В начале 1917 года на Западном фронте были в эксплуатации 30 частей, организованных в 15 батарей, каждая с двумя пушками. Восемь батарей участвовали в весеннем наступлении 1918 года. Шесть штук были захвачены в Бельгии и два других в октябре 1918 года французской армией. Ещё 14 были списаны в 1922 году по распоряжению военной комиссии.